# Bermuda a 2010. évi téli olimpiai játékokon

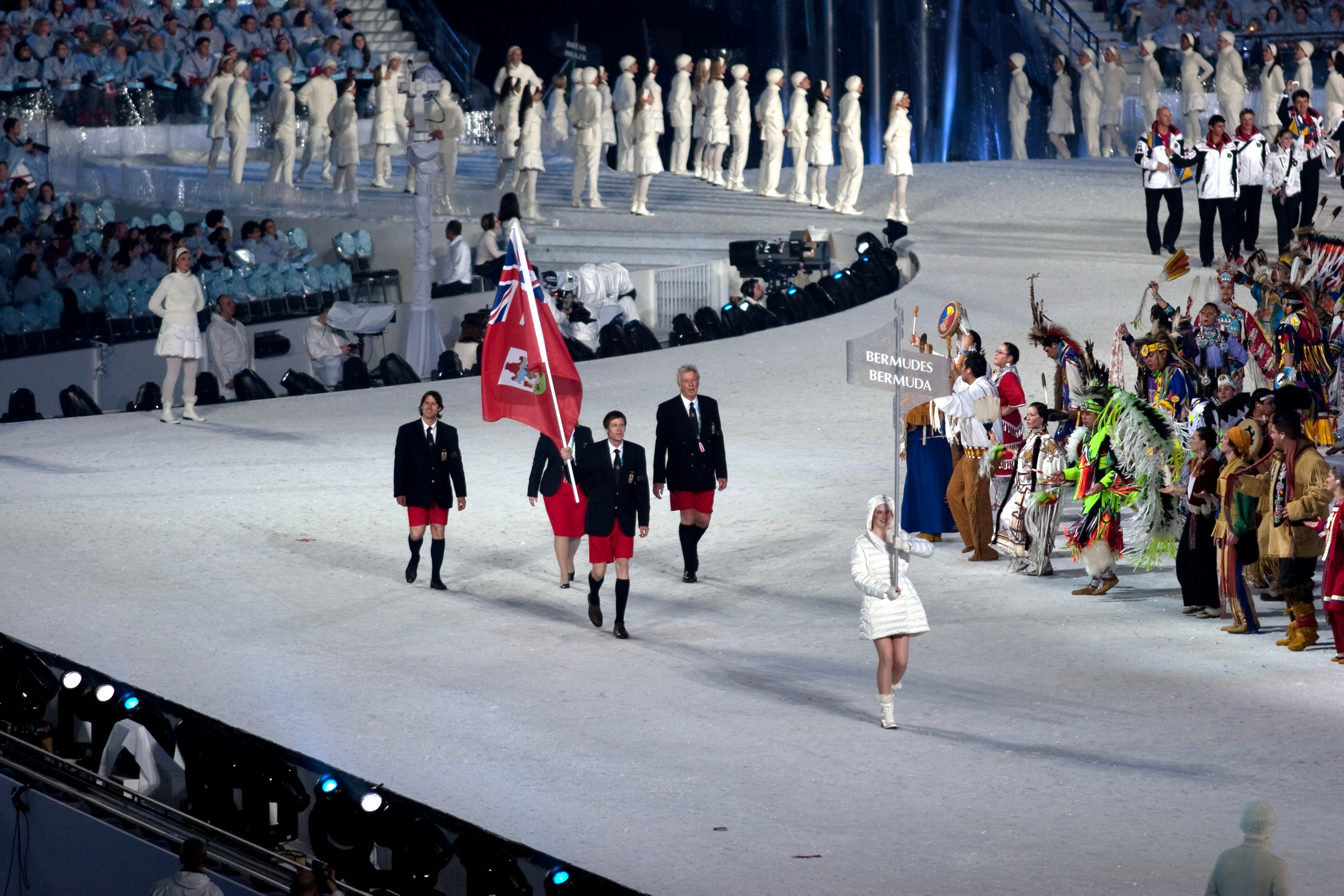
Bermuda olimpiai küldöttsége a megnyitón

Bermuda a kanadai Vancouverben megrendezett 2010. évi téli olimpiai játékok egyik részt vevő nemzete volt. Az országot az olimpián 1 sportágban 1 sportoló képviselte, aki érmet nem szerzett.

## Sífutás
Férfi
| Versenyző     | Versenyszám | Eredmény | Helyezés |
| ------------- | ----------- | -------- | -------- |
| Tucker Murphy | 15 km       | 42:39,1  | 88.      |